# Ondines vloek
Ondines vloek is een zeldzame aandoening waarbij de patiënt steeds weer bewust moet ademen. De ademhaling wordt autonoom door het lichaam geregeld, maar kan ook bewust worden gestuurd. Die eerste methode is bij deze ziekte aangedaan.
Andere namen voor deze ziekte zijn
- congenitaal (= aangeboren) centraal hypoventilatiesyndroom (CCHS),
- congenitale centrale alveolaire hypoventilatie en
- centrale slaapapneu met ernstige hypoventilatie.

CCHS kan voorkomen met de ziekte van Hirschsprung. Dit is een aangeboren neurologische ziekte van de dikke darm, waarbij de zenuwen die voor het samentrekkingspatroon (peristaltiek) van (een deel van) het colon zorgen niet aanwezig zijn of niet goed functioneren. Dit leidt tot obstipatie en uiteindelijk tot een vergroot colon (megacolon congenitum = aangeboren vergroting van de karteldarm). Beide ziekten betreffen een ontregeling van het autonome zenuwstelsel (het zelfregulerende zenuwstelsel, waar een persoon normaal gesproken geen invloed heeft), en ze komen soms samen voor (comorbiditeit).
De naam Ondines vloek komt uit de mythe van Ondine, een vrouwelijke watergeest die verliefd werd op een ridder. De ridder was haar echter ontrouw en zij vervloekte hem, zodat hij voor de rest van zijn leven wakker moest blijven om adem te kunnen halen.